# 卡洛斯·拉科斯特
卡洛斯·阿尔韦托·拉科斯特（西班牙語：Carlos Alberto Lacoste，1929年2月2日—2004年6月24日），阿根廷政治家，军人独裁者。海军中将。